# Oncochirus fulvescens
Oncochirus fulvescens är en skalbaggsart som beskrevs av Hermann Julius Kolbe 1891. Oncochirus fulvescens ingår i släktet Oncochirus och familjen Melolonthidae. Inga underarter finns listade i Catalogue of Life.